# 田川豊
田川 豊（たがわ ゆたか、1918年11月30日 - 1981年8月22日）は、広島県出身のプロ野球選手（投手、外野手）・審判員。

## 来歴・人物
呉港中学校時代の1934年捕手として全国中等学校優勝野球大会に出場。2学年上の藤村富美男（のち大阪タイガースの投手・内外野手・監督）とバッテリーを組み全国制覇。1935年からは内野手へ転向。この年の夏は準々決勝で敗退する（対早稲田実業0-5）。藤村富美男が卒業した1936年の春全国中等学校選抜野球大会からは投手に転向。エースで4番だったが、優勝した愛知商業に初戦負け (1-4) 。同年夏も初戦敗退（対桐生中学0-4）。1937年夏には田川（4番エース）、2学年下の柚木進（兼・3番ファースト）、藤村隆男（兼・6番センター）の3投手を擁したが、準々決勝でこの年準優勝した熊本工業の川上哲治に3安打に抑えられた。通算で5回甲子園大会に出場している。
法政大学へ進学後は1941年の東京六大学野球秋季連盟戦で首位打者を獲得。呉港中の後輩、柚木らと法政5度目の優勝に貢献。戦中は第8飛行師団に中尉として従軍。
戦後は神戸川崎重工業にいたが、鶴岡一人に口説かれ1946年、グレートリングに入団。新人ながら3番打者・中堅手に定着。打率.341でリーグ2位（1位は金田正泰(阪神).347）の成績を残し、戦後プロ野球再開年のチーム初優勝に貢献。この年に記録した打率.341は歴代新人最高打率であり、新人でこの打率を超えた選手は未だにいない。2年目以降は右翼手として出場する。
1948年に法大の後輩である森下重好を主砲として擁する大陽ロビンス（1953年に大洋ホエールズと合併し大洋松竹ロビンスとなる）へ移籍し、1番打者を務める。1949年11月に法大の先輩である藤田省三が初代監督に就任した近鉄パールスの設立に森下と共に現役選手として参加。1952年9月に藤田が退任すると、同年オフには田川も自由契約となり大映スターズへ移籍する。大映では5番打者を務め、引き続きレギュラー選手として活躍するが、左翼手へ転じた1954年限りで引退した。
引退の翌年である1955年からパシフィック・リーグの関西審判部へ入局し、プロ野球審判に転向。威勢のいいテキパキしたジャッジで、「デンさん」と呼ばれ親しまれた。個性豊かな審判として有名で、大の酒好きで知られ、土井正博は「試合前夜でも飲み明かして、酔っぱらって小便たれたズボンのまま球場に来るんですよ。臭いのなんの。『二日酔いで見えへんから辛抱してくれ』ですよ。笑うしかなかった」と選手以上に個性派揃いだった審判として村田康一、露崎元弥とともに名前を挙げている。線審を務めていた試合で守備中に嘔吐していた永淵洋三を諌めた日の晩、自身も飲みすぎて店のトイレで嘔吐した際、偶々同じ店に訪れていた永淵本人に介抱されたこともある。
1979年に病気を理由に引退するまで審判を務める。また、珍しい記録として読売ジャイアンツのV9期間中、優勝決定試合9回のうち8回に出場。球審・塁審・外審として見届けていた。パ・リーグの歴史的な優勝決定試合や1971年に起きた日本プロ野球最後の放棄試合にも出場しているが、パ・リーグの審判でありながら、巨人の歴史に顔を出している審判といえる。
1977年からパ・リーグは審判袖番号を採用しているが、田川がつけた番号は12（初採用から1979年引退まで。12は1981年以降、柿木園悟がつけているが、柿木園も関西審判部所属である）。2000 - 3999打数の打者では3571打数954安打、打率.267 通算打率98位と、これは審判の中でも最高の成績であり、タイトルホルダーでこそないが、選手として一流の成績を残した後、審判員へ転向した人物である。
1981年8月22日、心筋梗塞のため死去。62歳没。

## 詳細情報

### 年度別打撃成績
| 年 度     | 球 団               | 試 合 | 打 席 | 打 数 | 得 点 | 安 打 | 二 塁 打 | 三 塁 打 | 本 塁 打 | 塁 打 | 打 点 | 盗 塁 | 盗 塁 死 | 犠 打 | 犠 飛 | 四 球 | 敬 遠 | 死 球 | 三 振 | 併 殺 打 | 打 率 | 出 塁 率 | 長 打 率 | O P S |
| --------- | ------------------- | ----- | ----- | ----- | ----- | ----- | -------- | -------- | -------- | ----- | ----- | ----- | -------- | ----- | ----- | ----- | ----- | ----- | ----- | -------- | ----- | -------- | -------- | ----- |
| 1946      | グレートリング 南海 | 89    | 395   | 337   | 60    | 115   | 12       | 7        | 1        | 144   | 46    | 26    | 10       | 9     | --    | 48    | --    | 1     | 24    | --       | .341  | .425     | .427     | .852  |
| 1947      | グレートリング 南海 | 102   | 429   | 384   | 36    | 95    | 6        | 8        | 1        | 120   | 28    | 31    | 17       | 8     | --    | 36    | --    | 1     | 20    | --       | .247  | .314     | .313     | .626  |
| 1948      | 大陽                | 121   | 517   | 475   | 43    | 115   | 11       | 5        | 1        | 139   | 32    | 19    | 15       | 4     | --    | 36    | --    | 2     | 30    | --       | .242  | .292     | .293     | .585  |
| 1949      | 大陽                | 127   | 577   | 513   | 84    | 147   | 23       | 4        | 12       | 214   | 49    | 14    | 10       | 2     | --    | 61    | --    | 1     | 45    | --       | .287  | .363     | .417     | .781  |
| 1950      | 近鉄                | 107   | 469   | 410   | 65    | 115   | 25       | 5        | 6        | 168   | 29    | 24    | 4        | 7     | --    | 50    | --    | 2     | 23    | 9        | .280  | .361     | .410     | .771  |
| 1951      | 近鉄                | 97    | 400   | 354   | 24    | 92    | 13       | 4        | 1        | 116   | 46    | 7     | 6        | 3     | --    | 42    | --    | 1     | 25    | 9        | .260  | .340     | .328     | .668  |
| 1952      | 近鉄                | 108   | 437   | 382   | 29    | 106   | 20       | 3        | 0        | 132   | 26    | 3     | 9        | 9     | --    | 44    | --    | 2     | 25    | 14       | .277  | .355     | .346     | .701  |
| 1953      | 大映                | 115   | 449   | 394   | 31    | 96    | 17       | 5        | 3        | 132   | 43    | 2     | 8        | 2     | --    | 51    | --    | 2     | 25    | 12       | .244  | .333     | .335     | .668  |
| 1954      | 大映                | 115   | 354   | 322   | 17    | 73    | 7        | 2        | 0        | 84    | 25    | 2     | 2        | 4     | 1     | 27    | --    | 0     | 18    | 15       | .227  | .287     | .261     | .547  |
| 通算：9年 | 通算：9年           | 981   | 4027  | 3571  | 389   | 954   | 134      | 43       | 25       | 1249  | 324   | 128   | 81       | 48    | 1     | 395   | --    | 12    | 235   | 59       | .267  | .342     | .350     | .692  |

- 各年度の太字はリーグ最高
- グレートリングは、1947年に南海（南海ホークス）に球団名を変更

### 年度別投手成績
| 年 度     | 球 団          | 登 板 | 先 発 | 完 投 | 完 封 | 無 四 球 | 勝 利 | 敗 戦 | セ 丨 ブ | ホ 丨 ル ド | 勝 率 | 打 者 | 投 球 回 | 被 安 打 | 被 本 塁 打 | 与 四 球 | 敬 遠 | 与 死 球 | 奪 三 振 | 暴 投 | ボ 丨 ク | 失 点 | 自 責 点 | 防 御 率 | W H I P |
| --------- | -------------- | ----- | ----- | ----- | ----- | -------- | ----- | ----- | -------- | ----------- | ----- | ----- | -------- | -------- | ----------- | -------- | ----- | -------- | -------- | ----- | -------- | ----- | -------- | -------- | ------- |
| 1946      | グレートリング | 2     | 0     | 0     | 0     | 0        | 1     | 0     | --       | --          | 1.000 | 47    | 9.0      | 12       | 0           | 8        | --    | 1        | 4        | 0     | 0        | 5     | 5        | 5.00     | 2.22    |
| 通算：1年 | 通算：1年      | 2     | 0     | 0     | 0     | 0        | 1     | 0     | --       | --          | 1.000 | 47    | 9.0      | 12       | 0           | 8        | --    | 1        | 4        | 0     | 0        | 5     | 5        | 5.00     | 2.22    |

### 背番号
- 26 （1946年 - 1947年、1950年 - 1952年）
- 20 （1947年）
- 3 （1948年 - 1949年）
- 6 （1953年 - 1954年）